# Glacier de Cheilon
Glacier de Cheilon – lodowiec o długości 3 km (2005 r.) i powierzchni 4,56 km² (1973 r.).
Lodowiec położony jest w Alpach Pennińskich w kantonie Valais w Szwajcarii.